# Buslijn E (Haaglanden)
Buslijn E van de HTM was tweemaal een buslijn in de regio Haaglanden, in de Nederlandse provincie Zuid-Holland.

## Geschiedenis
De allereerste buslijn E was een concurrerende particuliere "wilde" buslijn, die dezelfde route als HTM-buslijn H reed, naar Delft. Op 1 januari 1927 werden alle particuliere lijnen verboden, en lijn E opgeheven.

### 1948
- 22 maart 1948: De eerste instelling van HTM-buslijn E vond plaats op het traject Gevers Deynootplein - Appelstraat/Perenstraat.[2][3]De route ging via Jurriaan Kokstraat, Scheveningseweg, Frederik Hendriklaan, Van Boetzelaerlaan, Sportlaan, Goudenregenstraat, Azaleastraat, Laan van Meerdervoort, en Appelstraat.
- 24 april 1948: Het eindpunt Appelstraat/Perenstraat werd gewijzigd in Appelstraat/Thorbeckelaan.
- 31 mei 1948: Lijn E werd opgeheven.[1][2]

### 1952-1955
- 1 november 1952: De tweede instelling van lijn E vond plaats op het traject Spui/Kalvermarkt - Hengelolaan/Maartensdijklaan. Via Prinsengracht, Ruijsdaelstraat, Heemstraat, Hoefkade, Soestdijksekade, Vreeswijkstraat, en Loevensteinlaan. [4]
- 1 november 1954: Het eindpunt Hengelolaan/Maartensdijklaan werd gewijzigd in Hengelolaan/Leyweg.[3]
- 31 oktober 1955: Lijn E werd opgeheven in het kader van de wijziging van alle Haagse buslijnnummers van letters in cijfers. Het traject werd overgenomen door lijn 20.[2][3][5]